# سید حبیب‌الله لاریجانی
سید حبیب‌الله لاریجانی (زاده ۱۲۶۷خ. تهران) فرزند حاج سید آقابزرگ لاریجانی، از تجار معروف بازار تهران و نماینده مجلس شورای ملی بود.
سید حبیب‌الله در مدارس دینی تهران تا حد سطح تحصیل کرد و سپس حجره‌ای در بازار راه انداخت و به تجار پرداخت. او به عنوان تاجری نیکوکار معروف شد و به نیابت رئیس اتاق تجارت (بازرگانی) تهران رسید. در انتخابات دوره هفتم مجلس شورای ملی در سال ۱۳۰۷ نفر پانزدهم تهران شد (شمار نمایندگان تهران دوازده نفر بود) اما حسن مستوفی و حسن پیرنیا نمایندگی را نپذیرفتند و لاریجانی به عنوان نماینده تهران به مجلس راه یافت و تا دوره سیزدهم بر این کرسی نشست. پس از شهریور ۱۳۲۰ تنها در بازار به فعالیت خود ادامه داد اما همچنان دارای نفوذ بود.